# أليخاندرو فورت بريسكيا
أليخاندرو فورت بريسكيا (بالإسبانية: Alex Fort Brescia)‏ هو شخصية أعمال واقتصادي بيروفي، ولد في 16 أكتوبر 1957 في ليما في بيرو.